# Береска
Береска або Березка (пол. Berezka) — село в Польщі, у гміні Солина Ліського повіту Підкарпатського воєводства.
Населення — 420 осіб (2011).

## Назви села
Історичні: Бріска (Brziska) 1447, Бришка (Brzysczka) 1448, Броска Воля (Brzoska Wola) 1463, Броска (Brzoska) 1467, Бреска (Brzeska) 1475, Броска (Broska) 1480, Береска (Bereska) 1578, Береско (Beresko) 1742, Береска (Bereska) 1851. Назва села походить від українського слова "березка".

## Історія
Поселення існувало ще за часів Русі на руському праві. У першій половині XVII століття існувала на волоському праві і входила у склад володінь Балів. До другої половині XVIII століття зберігалась в руках Балів, які збудували тут мурований маєток з мурами навколо. Наступні власники, Фредри, облаштували навколо маєтку парк. Наприкінці XVIII століття належала родині Блонських, а з 1800 року — Журовському (Tobiasz Walenteg Żurowski), одруженого з Юліаною Блонською. Останній власник Журовський продав село з маєтком в 1892 Бєсядецьким. В 1916 маєток проданий Адамським, a з 1921 належав Макудзинським. Після 1944 року — «націоналізовано».
На 1785 село мало у володінні 12.03 кв км земельних угідь, мешканці — 360 греко-католиків, 90 римо-католиків і 30 юдей.
Прізвища жителів села з австрійських кадастрових записів 1787:
Бавон (Bawon), Баль (Bal'), Боднар (Bodnar — 2 родини), Бурдзяк (Burdzjak), Буткевич (Butkevych), Валах (Valakh — 2 родини), Вовк (Vovk), Вороблик (Voroblyk — 2 родини), Вробель (Vrobel'), Гаврилик (Havrylyk), Горбовий (Horbovyj), Демко (Demko), Деревенко (Derevenko), Дзвоник (Dzvonyk), Доскох (Doskoch), Дуда (Duda — 3 родини), Дзяк (Dzjak), Єдинак (Jedynak), Караш (Karash), Качмарський (Kachmars'kyj), Кожубський (Kozubs'kyj), Коритко (Korytko), Крайовський (Krajovs'kyj), Мельник (Mel'nyk), Михалів (Mykhaliv), Моспак (Mospak — 2 родини), Пенцик (Pentsyk — 2 родини), Петрівський (Petrovs'kyj), Підчаший (Pidchashyj — 2 родини), Поповичок (Popovychok — 2 родини), Пушик (Pushyk), Роман (Roman — 2 родини), Руснак (Rusnak), Савка (Savka), Швець (Svits — 2 родини), Ширечко (Syrechko), Фольварський (Fol'vars'kyj), Хомик (Khomyk), Чубак (Chubak), Шпак (Shpak — 2 родини), Яджин (Jadzyn)
На 1.01.1939 у селі було 1080 жителів (1045 українців-грекокатоликів, 10 українців-римокатоликів, 5 поляків і 20 євреїв). Село належало до Ліського повіту Львівського воєводства.
У середині 20 ст. Береска була досить великим селом з більш ніж 1000 мешканцями. Протягом 1944-1947 років, більше 250-ти мешканців убили поляки, у тому числі о. Олексу Білика (1892-1944), його дружину й сина Михайла. Більшість мешканців українського походження насильно виселено до СРСР, а решта в ході операції Вісла депортована на понімецькі землі Польщі.

## Демографія
Демографічна структура станом на 31 березня 2011 року:
|          | Загалом | Допрацездатний вік | Працездатний вік | Постпрацездатний вік |
| -------- | ------- | ------------------ | ---------------- | -------------------- |
| Чоловіки | 213     | 46                 | 149              | 18                   |
| Жінки    | 207     | 40                 | 128              | 39                   |
| Разом    | 420     | 86                 | 277              | 57                   |

## Церкви
Перша дерев'яна була побудована в 15 ст. — на одній з балок було вирізано 1444 рік. Згодом церква Св. Миколая Чудотворця — в 1783 році. Розібрана в ІІ пол. 19 ст. На її місці побудовано муровану капличку. З 1970 року використовується, як костел. Наприкінці 20 ст. розібрана і на її місці збудовано новий костел.
Церква Преображення Господнього, мурована, парафіяльна (з філіями в с. Бережниця Нижня, с. Середнє Село і с. Воля Матіяшова, Балигородського деканату Перемиської єпархії), збудована в 1868 році. Оновлена в 1920 році. Реставрацію іконостаса проводив Іван Павліковський в 1914 році. Після 1947 року не діяла, спустошена. В 1950 році була невдала спроба навернення будівлі в костел. В 50-х роках використовувалась на господарчі потреби. Було зірвано дах. Зараз у руїнах. Навколо руїн декілька старих дерев. Біля церкви була збудована дзвіниця. В 19 ст. на ній висіли дзвони з 1671 і 1697 рр., обидва з русинськими написами.
Кількість вірних, греко-католиків: 1840 — 512 осіб, 1859 — 526, 1879 — 618, 1899 — 845, 1926 — 900, 1936 — 1007 осіб відповідно.

## Відомі люди

### Народилися
- Іван Душкевич (*1930) — підполковник, військовий лікар, суспільно-освітній діяч, доктор наук (1983), автор наукових праць, ініціатор і довголітній голова Українського лікарського товариства в Польщі (з 1991).
- Кирило Якса Ладижинський (13.08.1830 — 6.11.1897) — русин-українець, поручник австрійської армії, бургомістр м. Сянка.
- Антін Москалик (1931—1992) — інженер, перший голова Українського Суспільно-Культурного Товариства в Кошаліні.
- Микола Грицков'ян (пом. 1996) — колишній вояк УПА, багаторазовий президент організації ветеранів УПА в США, президент Організації Оборони Лемківщини (ООЛ), підприємець, громадський діяч, меценат.
- Андрій Баран (1920—1947) — вояк УПА, закатований польськими комуністами в таборі Явожно.